# Temporada de ciclones del Índico Norte de 2016
La temporada de ciclones del Índico Norte de 2016 fue un evento actual en el ciclo anual de la formación de ciclones tropicales. La temporada de ciclones del océano Índico Norte no tiene límites, pero los ciclones tienden a formarse entre abril y diciembre, con mayor incidencia entre mayo y noviembre. Estas fechas convencionalmente delimitan el período de cada año cuando la mayoría de los ciclones tropicales se forman en el norte del océano Índico.

## Ciclones tropicales

### Ciclón Vardah
Un área baja de la presión formó en Malay y Sumatra del norte colindante. Emergió como disturbio tropical en los días siguientes mientras que se movía lentamente hacia el sureste Bahía de Bengala. En el momento en que emergió en la Bahía de Bengala, el IMD inmediatamente lo clasificó como depresión BOB 06 ya que se había organizado suficientemente con vientos de más de 45 km/h. Emergió en la Bahía de Bengala y comenzó a cobrar fuerzas como lo fue en una zona de viento bajo con temperaturas cálidas de la superficie del mar de 30C. Permaneciendo como una profunda depresión durante un corto tiempo, tanto el IMD como JTWC informaron que el 7 de diciembre, alrededor de las 5:30 a. m. (IST), la tormenta había alcanzado la intensidad ciclónica de la tormenta y se le asignó el nombre de Vardah. Vardah siguió intensificándose a medida que avanzaba muy lentamente hacia el norte-oeste y salió a la bahía abierta de Bengala el 8 de diciembre. En la Bahía de Bengala la tormenta se intensificó hasta convertirse en una severa tormenta ciclónica con vientos de más de 100 km/h. El IMD mejoró el sistema a una tormenta ciclónica muy severa y JTWC mejoró el sistema equivalente al ciclón la categoría 1. Observatorio de Hong Kong actualiza Vardah a un tifón en la tabla meteorológica el 10 de diciembre a las 8:00 p. m..
Al día siguiente, Vardah se debilitó en una severa tormenta ciclónica antes de aterrizar sobre la costa oriental de la India cerca de Chennai, Tamil Nadu con vientos de más de 100 km/h (60 mph). Posteriormente, se debilitó rápidamente en una depresión debido al tocar a tierra el 13 de diciembre

## Nombre de los ciclones tropicales
| Océano Índico Norte    | Océano Índico Norte                                       |
| ---------------------- | --------------------------------------------------------- |
| - Roanu - Kyant - Nada | - Vardah (activo) - Maarutha (sin usar) - Mora (sin usar) |

Los ciclones tropicales son fenómenos que pueden durar desde unas cuantas horas hasta un par de semanas o más. Por ello, puede haber más de un ciclón tropical al mismo tiempo y en una misma región. Los pronosticadores meteorológicos asignan a cada ciclón tropical un nombre de una lista predeterminada, para identificarlo más fácilmente sin confundirlo con otros. La Organización Meteorológica Mundial (WMO) ha designado centros meteorológicos regionales especializados a efectos de monitorear y nombrar los ciclones.